# Forsskaolea candida
Forsskaolea candida är en nässelväxtart som beskrevs av Carl von Linné d.y.. Forsskaolea candida ingår i släktet Forsskaolea och familjen nässelväxter. Inga underarter finns listade i Catalogue of Life.